# Xã Mecosta, Michigan
Xã Mecosta (tiếng Anh: Mecosta Township) là một xã thuộc quận Mecosta, tiểu bang Michigan, Hoa Kỳ. Năm 2010, dân số của xã này là 2.615 người.